# باندا إكسبرس

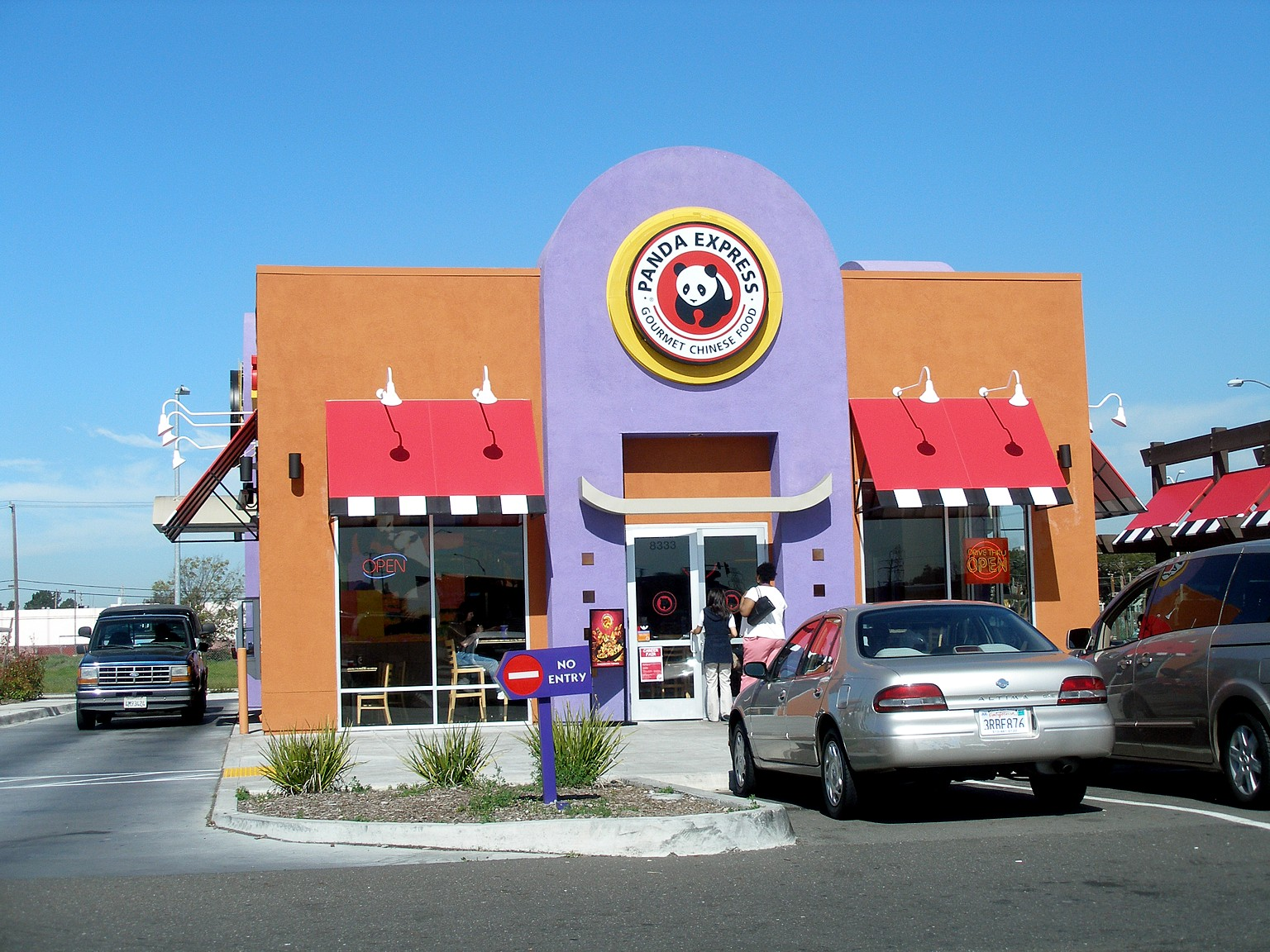
مطعم منفرد ذو شباك الطلب لسلسلة باندا أكسبراس في مدينة أوكلاند بولاية كاليفورنيا الأميركية

باندا إكسبرس (بالإنجليزية: Panda Express) هي سلسلة مطاعم تقدم مأكولات من الطبخ الصيني الأميركي. هي أكبر شركة مطاعم في قسم المطاعم الصينية في الولايات المتحدة، حيث أسست وحيث توجد معظم مطاعمها بالإضافة إلى مطاعم في دول ومناطق في أميركا الشمالية وآسيا. مطاعم باندا أكسبراس عادة توجد في قاعات الطعام في مراكز التسوق، ولكن السلسلة تعمل الآن في الكثير من الأماكن والسياقات الأخرى بما في ذلك مطعام منفردة بجانب جامعات وكازينوهات ومطارات وقواعد عسكرية ومدن ترفيهية.
تملك باندا إكسبرس أكثر من 2,200 فرع في الولايات المتحدة الخمسين وواشنطن العاصمة وبورتوريكو وغوام وكندا والمكسيك وكوريا الجنوبية والإمارات العربية المتحدة.

## تاريخ
تم تأسيس مجموعة مطاعم باندا ‏، الشركة الأم لـ باندا إكسبرس، باندا إن ‏، وهيباتشي سان من قبل أندرو تشرنغ ‏ وزوجته بيغي تشرنغ ‏ ووالده مينغ تساي تشرنغ. أندرو ووالده من مواليد الصين، بينما ولدت بيجي في بورما ونشأت في هونغ كونغ. التقى أندرو وبيغي لأول مرة في جامعة بيكر في بالدوين سيتي، كانساس درسا وتخرّجا منها.
بدأ أندرو في العمل مع والده في الولايات المتحدة في عام 1973، وافتتح أول مطعم باسم باندا إن في باسادينا، كاليفورنيا. في البداية، كانت الأعمال تفتقر إلى الدرجة التي اضطر فيها أندرو إلى تقديم صفقات خاصة وعروض مجانية حتى يتمكن العملاء من تناول العشاء في باندا إن. في عام 1982، انضمت بيجي إلى أندرو في مجال المطاعم.  أثناء تشغيل باندا إن، تعرف أندرو على تيري دوناهو، مدرب كرة القدم الرئيسي في جامعة كاليفورنيا آنذاك، تيري دوناهو، وكذلك شقيق تيري دان، الذي كان يعمل في مجال العقارات.  وبسبب هذا الاتصال، دعا Donahue Schriber Real Estate، مدير جليندال جاليريا، عائلة تشرنغ لتطوير نسخة للوجبات السريعة من باندا إن لقاعة الطعام في جاليريا، وتم إطلاق باندا إكسبرس في أكتوبر. تم افتتاح موقع ثان بعد ذلك بعامين في الجناح الغربي في عام 1985. توسعت السلسلة بشكل مطرد عبر الولايات المتحدة منذ ذلك الحين. يدعي الشيف آندي كاو أنه طور وصفة الدجاج البرتقالية الصينية الأمريكية الأصلية في باندا إكسبرس في هاواي في عام 1987.
نظرًا لأن بيغي عملت لعدة سنوات كمصممة برامج ومهندس لمقاولي الدفاع مثل ماكدونل دوغلاس؛ قامت باندا إكسبرس بحوسبة عملياتها في وقت مبكر. جلبت بيغي أيضًا منظور تحليل الأنظمة إلى الأعمال وعملت من خلال المسائل اللوجستية والتوحيدية اللازمة لتوسيع نطاق المفهوم.
في البداية، كانت مطاعم باندا إكسبرس فتوجد قط في صالات الطعام في مراكز التسوق الكبرى. خلال أواخر الثمانينيات وأوائل التسعينيات، بدأت عائلة تشرنغ في تجربة الفروع الموجودة في السوبر ماركت، من خلال صفقة مع فونس، ثم مواقع المطاعم المستقلة. في عام 1997، افتتحت الشركة أول مطعم مستقل خاص بها في هيسبيريا، كاليفورنيا. اليوم أقل من 2٪ من مطاعمها موجودة في مراكز التسوق.
في عام 2005، بدأت باندا إكسبرس في فتح وحدات في صالات الطعام في حرم الكلية، والتي يشارك بعضها في خطط وجبات الطلاب السكنية. في عام 2008، حصلت عائلة تشرنغ على جائزة مدينة الملائكة، التي قدمتها غرفة تجارة المنطقة الساحلية لمساهماتهم في منطقة لوس أنجلوس الكبرى. اعتبارًا من عام 2007، كان موقع أعلى إيرادات للشركة، والذي يجلب أكثر من 4 ملايين دولار أمريكي سنويًا، يقع في قاعة الطعام بمركز ألا موانا في هونولولو، هاواي. في 23 نوفمبر 2009، أُعلن أن باندا إكسبرس قد اختارت تروسونيك لتقديم موسيقى خلفية ذات طابع آسيوي إلى مواقع متاجرها.
في برنامج Nightline الذي يعرض على قناة إيه بي سي نيوز في أبريل 2011 كظهر مقطع عن باندا إكسبرس ونجاحه، ووصف المقطع كيف شجّع أندرو تشرنج عماله وإدارته على متابعة برامج المساعدة الذاتية مع التركيز على برامج لاندمارك.
في عام 2011، رفعت لجنة تكافؤ فرص العمل دعوى قضائية ضد باندا إكسبرس لأنها كانت تعامل موظفيها من أصل إسباني بشكل مختلف عن الموظفين الآسيويين. في يونيو 2013، أُعلن أن سلسلة المطاعم ستدفع 150 ألف دولار لتسوية إجراء آخر لـ EEOC نيابة عن ثلاث مراهقات على الأقل زُعم أنهن تعرضن للتحرش الجنسي بين عامي 2007 و 2009 من قبل مشرف مطبخ في كاواي، هاواي. بالإضافة إلى الغرامات، قامت باندا إكسبرس بمراجعة سياساتها وطُلب منها توفير تدريب للموظفين على مناهضة التمييز والتحرش الجنسي.
في وقت لاحق من ذلك العام، افتتحت باندا إكسبرس موقعها الأول في غرب المحيط الهادئ من خلال فتح موقع في الأراضي الأمريكية في جزيرة غوام. تم افتتاح الموقع الأول في ولاية ألاسكا لاحقًا في ديسمبر 2015.
اعتبارًا من عام 2017، بلغت مبيعات مجموعة مطاعم باندا السنوية أكثر من 3 مليارات دولار وما يقرب من 39,000 موظف. افتتح الزوجان تشرنغ أيضًا Panda Innovation Kitchen في باسادينا مع ابنتهما أندريا، المطل على غالبية أعمال المطعم. فكرة Panda Innovation Kitchen هي تجربة نكهات ومكونات جديدة للتوصل إلى عناصر قائمة جديدة. بالإضافة إلى ذلك، فتحوا أيضًا بار شاي لتقديم المشروبات التايوانية مثل شاي حليب بوبا والمشروبات الجديدة مثل Fortune Cookie Shake. 
في ديسمبر 2017، افتتحت باندا إكسبرس الموقع رقم 2000 للسلسلة، والذي يقع في مدينة نيويورك بالقرب من جامعة كولومبيا.
في فبراير من عام 2022، قدمت مجموعة مطاعم باندا طلبًا للعلامة التجارية الأمريكية باسم PANDAVERSE من أجل «السلع الافتراضية القابلة للتنزيل، أي المواد الغذائية والمشروبات للاستخدام في العوالم الافتراضية» و «منتجات الأطعمة والمشروبات الافتراضية». يمثل التسجيل نية لتوسيع علامة باندا إكسبرس التجارية إلى ميتافيرس.

### خارج الولايات المتحدة
تعمل باندا إكسبرس أيضًا في كندا وغواتيمالا واليابان والمكسيك والسلفادور والفلبين وكوريا الجنوبية وروسيا والإمارات العربية المتحدة. افتتح أول موقع في المكسيك في مكسيكو سيتي في سبتمبر 2011.
في أكتوبر 2013، تم افتتاح أول مطعم للسلسلة في كندا أبوابها على نادي هانت في نيبيان، أونتاريو ولكن تم إغلاقه. تم افتتاح أول موقع في كالغاري في أكتوبر 2016.
في 26 مايو 2014، أفادت أريبيان بزنس نيوز أن باندا إكسبرس سيفتتح مطعمًا في الإمارات العربية المتحدة. تم افتتاح أول مطعم إكسبرس في الشرق الأوسط في دبي في نوفمبر 2014.
تم افتتاح الموقع الأول في كوريا الجنوبية في سيول في سبتمبر 2014 كمشروع مشترك مع شركة SF Innovation Co ومقرها سيول 
في يوليو 2016، افتتحت السلسلة فرعها الأول في غواتيمالا في العاصمة.
في سبتمبر 2017، افتتحت باندا إكسبرس موقعها الأول في دولة أروبا الهولندية في منطقة البحر الكاريبي في مطار الملكة بياتريكس الدولي.
افتتحت السلسلة ثاني مطعم لها في المملكة العربية السعودية في العاصمة الرياض في يناير 2018. يتم تشغيل كلا المطعمين السعوديين من قبل جورميه جلف.
في يوليو 2018، دخلت باندا إكسبرس إلى السلفادور لأول مرة من خلال فتح موقعين في العاصمة سان سلفادور.
في سبتمبر 2018، أعلنت باندا إكسبرس عن مشروعها المشترك مع شركة شركة جوليبي للأغذية لجلب متاجرها في الفلبين. بعد عام، في ديسمبر 2019، تم افتتاح أول فرع في الفلبين في SM Megamall في ماندالويونغ. تبع ذلك فرع في SM City North EDSA في عام 2021. اعتبارًا من عام 2022، أصبح لديها الآن 5 فروع، وبالتحديد في Double Dragon Meridian Park ، Robinsons Place Ermita ، وهو فرع مخصص للإرسال والاستلام في Bgy. الروح القدس في مدينة كويزون، وفي SM City Grand Central الذي أعيد بناؤه حديثًا.
تم افتتاح أول فرع في روسيا في موسكو في سبتمبر 2018.
كان لدى السلسلة سابقًا ثمانية مواقع في اليابان تم تشغيلها بموجب اتفاقية امتياز انقضت لاحقًا. في نوفمبر 2016، عادت الشركة إلى البلاد من خلال فتح موقع جديد في مدينة كاواساكي. يتم تشغيل هذا الموقع الجديد كجزء من شراكة مشتركة مع إيبودو. اعتبارًا من يونيو 2019، هناك أربعة مواقع في البلاد.
في أكتوبر 2020، ذكرت جريدة جنوب الصين الصباحية أنه تم الإبلاغ عن مطعم باندا إكسبرس مزيف في مدينة كونمينغ بجنوب غرب الصين بسبب انتهاك العلامات التجارية، وتم إغلاقه أثناء التحقيق. استخدم المطعم المزيف نفس شعار باندا إكسبرس، وبحسب ما ورد تضمنت قائمته نفس Kung Pao Chicken و Tangerine Peel Chicken مثل مطاعم الشركة.
في أغسطس 2022، افتتحت السلسلة أول موقع أوروبي لها في قاعة طعام مركز Kaiserslaurtern Military Community Centre ، بقاعدة رامشتاين الجوية، ألمانيا.

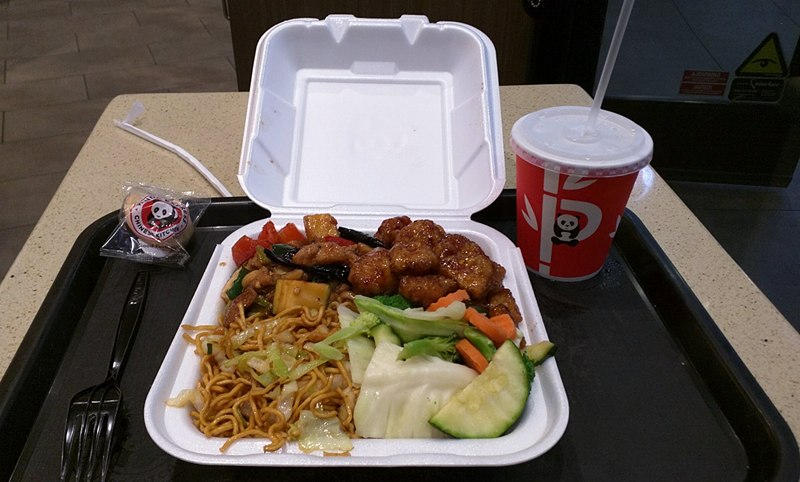
وجبة عادية من باندا أكسبراس: دجاج كونغ باو ودجاج النرانج وشاو مين وخضار على البخار